# Порчано (Пистоја)
Порчано је насеље у Италији у округу Пистоја, региону Тоскана.
Према процени из 2011. у насељу је живело 97 становника. Насеље се налази на надморској висини од 285 м.